# Canton de Saint-Martin-2
Le canton de Saint-Martin-2 était une division administrative française, située dans le département de la Guadeloupe et la région Guadeloupe. Depuis l'entrée en vigueur le 15 juillet 2007 de la loi organique créant la nouvelle collectivité, les notions de canton et de conseil général ont disparu. Le conseiller général, élu en 2004, ne siège plus depuis cette date.

## Composition
Le canton de Saint-Martin-2 comprenait 1 commune :
- Saint-Martin, fraction de commune

## Historique

### Canton de Saint-Martin
| Période | Période | Identité      | Étiquette    | Qualité                           |
| ------- | ------- | ------------- | ------------ | --------------------------------- |
| 1955    | 1973    | Hubert Petit  | DVG puis UDR | Maire de Saint-Martin (1959-1977) |
| 1973    | 1979    | Félix Choisy  | DVG          |                                   |
| 1979    | 1992    | Robert Weinum | DVD          |                                   |

### Canton de Saint-Martin-2
| Période                                                 | Identité         | Parti | Qualité |
| ------------------------------------------------------- | ---------------- | ----- | ------- |
| 1992-1998                                               | Robert Weinum    | DVD   |         |
| 1998-2010                                               | Guillaume Arnell | DVG   |         |
| Les données antérieures ne sont pas encore mentionnées. |                  |       |         |